# Кардено, Бернар Огюстен
Бернар Огюстен Кардно (фр. Bernard Augustin Cardenau; 5 августа 1766, Дакс, Гасконь, Королевство Франция — 21 января 1841, Тиль, Ланды, Королевство Франция) — французский военный деятель, бригадный генерал (1807 год), барон (1812 год), участник революционных и наполеоновских войн.

## Биография
Родился в семье мирового судьи и советника короля Жана Кардно (фр. Jean Cardenau; 1732—1809) и его супруги Сальваты Деланк (фр. Salvate Augustine Dailhencq; 1744—1836). 1 июня 1791 года поступил на службу в 1-й батальон волонтёров Ланд. 12 января 1792 года в звании младшего лейтенанта был переведён в 80-й пехотный полк. 14 июня 1792 года был произведён в лейтенанты. С 1793 по 1795 годы служил в Армии Западных Пиреней. 21 сентября 1793 года переведён в 148-ю полубригаду. Под командованием капитана Ла Тура д’Оверня отличился при взятии и обороне редута Марии-Луизы у Солимона. 26 июля 1794 года стал командиром батальона. Служил начальником штаба различных дивизий. Замеченный генерал-главнокомандующим Мюллером, ему было поручено возглавить колонну, которая должна была атаковать позиции испанской армии. Он добился полного успеха, а захват знаменитых редутов Коль-де-Байя и Бера открыл доступ французским армиям на территорию Испании. 13 июня 1795 года получил звание полковника штаба. В конце 1795 года служил в штабе генерала Монсе в Западной армии. С 1 января 1796 года в Армии Берегов Океана. С 22 сентября 1796 года без служебного назначения.
11 ноября 1798 года вернулся к активной службе и 11 декабря 1798 года был назначен командиром 101-й полубригады линейной пехоты в Рейнской армии. В мае 1800 года перешёл в резервную армию в корпус Монсе. Служил в дивизии Гарданна, отличился при Маренго, где отразил несколько кавалерийских атак и потерял убитыми трёх лошадей. В июле был переведён в дивизию Буде. 25 и 26 декабря 1800 года участвовал в переходе через Минчо. С 31 декабря 1800 года его 101-я полубригада входила в состав дивизии Рошамбо около Вероны. В кампании 1805 года 101-й полк был вновь в рядах дивизии Гарданна. Сражался при Вероне и Кальдьеро. С 1806 года сражался в Армии Неаполя. С мая по июль 1806 года участвовал в осаде Гаэты. После этого батальоны его полка были рассредоточены по разным населённым пунктам для подавления разбоя, одного из бедствий Неаполитанского королевства.
1 марта 1807 года был произведён в бригадные генералы. С августа 1807 года служил на Ионических островах. В сентябре 1807 года стал начальником штаба оккупационного корпуса Семи островов. 5 июля 1814 года вернулся во Францию. С 1 августа 1814 года без служебного назначения. С 14 апреля 1815 года сперва отвечал за организацию национальной гвардии 5-го военного округа, а затем командовал бригадой, участвовавшей в обороне Страсбурга. С 1 сентября 1815 года вновь без служебного назначения. 26 августа 1816 года в Лабатю женился на Катрине Борда (фр. Catherine Virginie Borda; 1791—). 20 октября 1818 года был избран депутатом от левоцентристов департамента Ланды, и занимал этот пост до 17 августа 1822 года. 30 декабря 1818 года помещён в резерв Генерального штаба. С 23 июня 1830 года по 31 мая 1831 года был вновь был депутатом от Ландов. 11 июня 1832 года вышел в отставку.

## Воинские звания
- Солдат (1 июня 1791 года);
- Младший лейтенант (12 января 1792 года);
- Лейтенант (14 июня 1792 года);
- Командир батальона штаба (26 июля 1794 года, утверждён 25 августа 1794 года);
- Полковник штаба (13 июня 1795 года);
- Бригадный генерал (1 марта 1807 года).

## Титулы
- Барон Кардно и Империи (фр. baron Cardenau et de l'Empire; декрет от 30 июня 1811 года, патент подтверждён 20 марта 1812 года)[2].

## Награды
Легионер ордена Почётного легиона (11 декабря 1803 года)
 Офицер ордена Почётного легиона (14 июня 1804 года)
 Кавалер военного ордена Святого Людовика (20 августа 1814 года)